# WhyEurope
WhyEurope ist eine parteilose und unabhängige gemeinnützige Organisation, die 2016 in Freiburg im Breisgau gegründet wurde. Das Ziel der Initiative ist es, die Vorteile europäischer Kooperation für den einzelnen Bürger innovativ zu vermitteln. Seit September 2017 ist WhyEurope e.V. ein eingetragener Verein in Deutschland. Der Verein zählt zurzeit über 30 Mitglieder in 10 europäischen Ländern.

## Hintergrund und Geschichte
Die Initiative wurde von Hans-Christoph Schlüter, Benedikt Erasmus Kau und Mirko Moser-Abt gegründet. Laut ihrer Aussagen beobachteten die drei Studenten wachsenden Euroskeptizismus und Rechtspopulismus mit Sorge. Das Resultat des Brexit-Referendums war schließlich der Auslöser für sie, um aktiv zu werden. Sie beschlossen, Bilder mit simplen pro-europäischen Slogans auf Facebook, Twitter und Instagram zu veröffentlichen.

## Kommunikationsstil
WhyEurope verfolgt einen Kommunikationsstil, den es als „Positiven Populismus“ bezeichnet. Die Gründer beschreiben den Ansatz als simpel, emotional und persönlich. Sie vermeiden komplizierte und technische Begriffe in ihren Slogans und simplifizieren. Sie sehen sich als Gegenbewegung zu Europa-Kritikern.

## Unabhängigkeit
Seit der Gründung hat WhyEurope den unabhängigen Charakter der Initiative betont. Die Organisation ist parteilos. Trotz Kontakts mit der Europäischen Union distanzierten sich Mitglieder wiederholt von den Institutionen der Europäischen Union. WhyEurope lehnt finanzielle Mittel aus der Europäischen Union und von anderen politischen Organisationen ab.

## Beziehung zu anderen Organisationen
WhyEurope kooperierte mehrfach mit anderen pro-europäischen Initiativen. Im Frühjahr 2016 arbeiten die Gründer Benedikt Kau und Hans-Christoph Schlüter eng mit Daniel Röder und Sabine Röder zusammen, die damals die Demonstrationen Pulse of Europe starteten. Pulse of Europe übernahm die Kampagne „Blijf bij ons“ von WhyEurope, die sich auf die niederländischen Wahlen fokussierte.
Weitere Zusammenarbeiten liefen mit den Jungen Europäischen Föderalisten sowie den Lauten Europäern.

## Rezeption
Am 31. Januar 2017 veröffentlichte Marine Le Pen (Front National) eine parlamentarische Anfrage im Europäischen Parlament, die sich auf eine potenzielle Förderung WhyEuropes durch die Europäische Kommission bezog. Kommissar Günther Oettinger antwortete, dass WhyEurope nie von der Europäischen Kommission gefördert wurde und sich der Name der Initiative nicht im zentralen System befinde.
Im November 2017 wurde WhyEurope mit dem European Public Communication Award des Europäischen Ausschusses der Regionen ausgezeichnet. Der Preis wurde während der EuroPCom im Europäischen Parlament an die Gründer und Mitglieder überreicht.
Im Mai 2018 wurde WhyEurope mit dem Arno-Esch-Preis ausgezeichnet.
Im September 2018 wurde WhyEurope mit dem Preis „Filippas Engel“ ausgezeichnet.